# Brown Glacier (glaciär i Heard- och McDonaldöarna)
Brown Glacier är en glaciär på ön Heard Island i Heard- och McDonaldöarna (Australien).